# Tom Wilson (attore)
Tom Wilson, nato Thomas H. Wilson (Helena, 27 agosto 1880 – Los Angeles, 19 febbraio 1965), è stato un attore statunitense.

## Biografia
Attore caratterista, prese parte nel corso della sua carriera iniziata nel 1914, all'epoca del muto, a quasi trecento film. Nel 1915, lavorò con David Wark Griffith in Nascita di una nazione, facendogli da assistente assieme ad altri futuri illustri nomi del cinema come Erich von Stroheim e Raoul Walsh; nel film Wilson appare anche nelle vesti di attore.
Recitò inoltre in altri film di Griffith e prese parte a numerosi lavori di Charlie Chaplin. La sua ultima apparizione sullo schermo risale al 1963, con un piccolo ruolo in Mia moglie ci prova, una commedia con Bob Hope. Morì il 19 febbraio 1965 a Los Angeles all'età di 84 anni, venendo sepolto al Valhalla Memorial Park Cemetery di North Hollywood.

## Filmografia

### Attore

#### 1914
- A Mother's Influence, regia di John B. O'Brien - cortometraggio (1914)
- Another Chance, regia di Donald Crisp - cortometraggio (1914)

#### 1915
- Nascita di una nazione (The Birth of a Nation), regia di David Wark Griffith (1915)
- His Last Deal
- The Boundary Line, regia di Arthur Mackley (1915)
- Bobby's Bandit (1915)
- The Lucky Transfer, regia di Tod Browning - cortometraggio (1915)
- The Emerald Brooch, regia di Lloyd Ingraham (1915)
- The Old Chemist (1915)
- Sympathy Sal (1915)
- A Man for All That, regia di Raoul A. Walsh (Raoul Walsh) (1915)
- The Highbinders, regia di Tod Browning (1915)
- Gridley's Wife, regia di Giles Warren (1915)
- Little Marie, regia di Tod Browning - cortometraggio (1915)
- A Yankee from the West, regia di George Siegmann (1915)
- Sotto l'unghia dei tiranni (Martyrs of the Alamo), regia di W. Christy Cabanne (1915)

## Galleria d'immagini

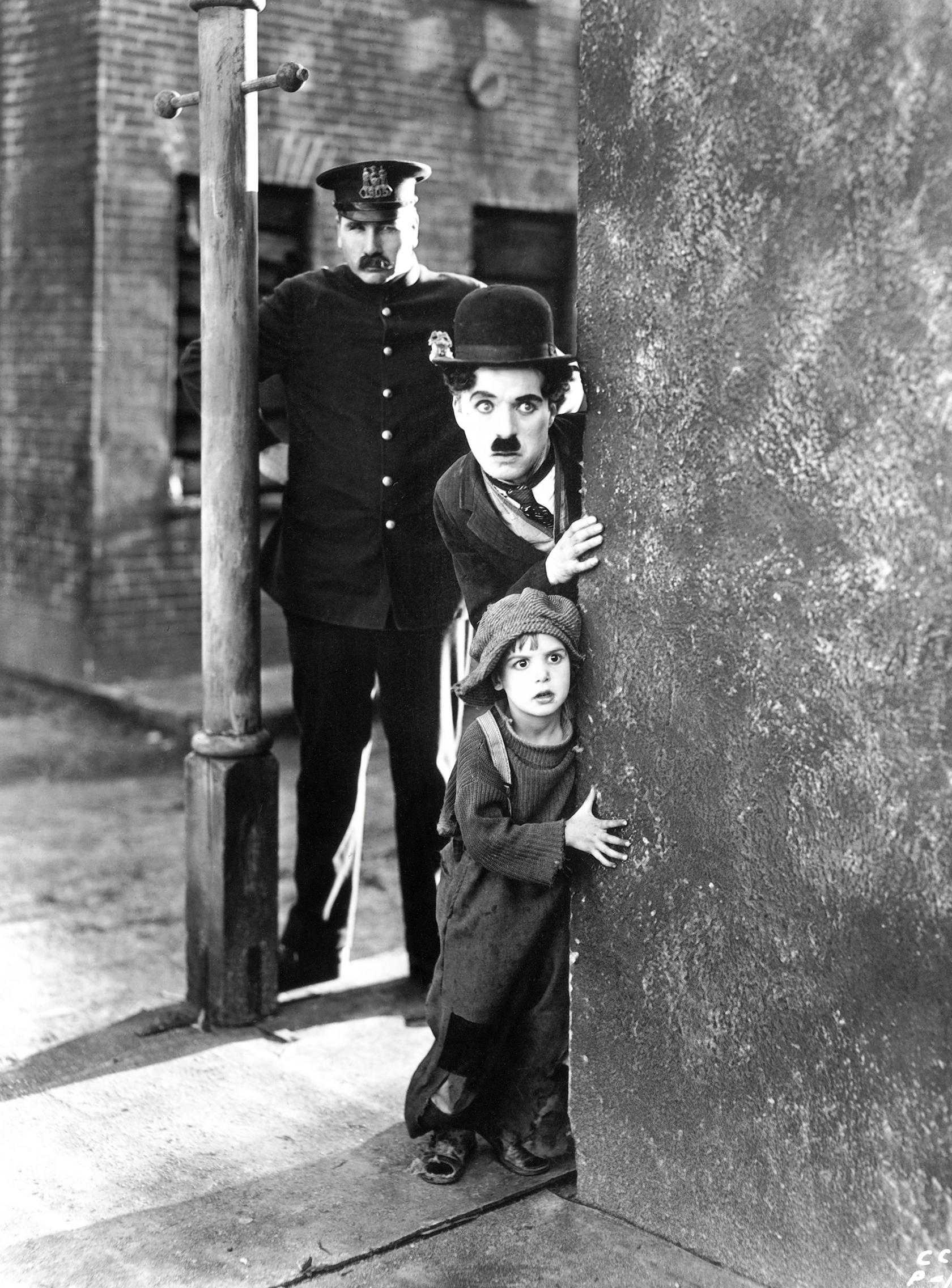
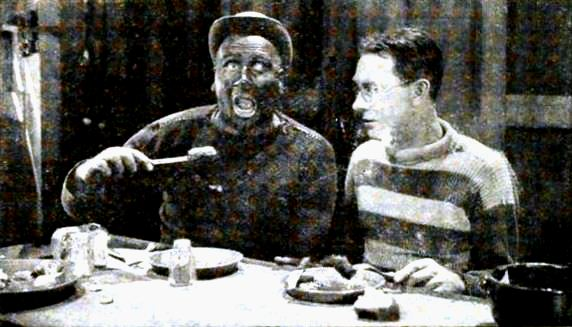
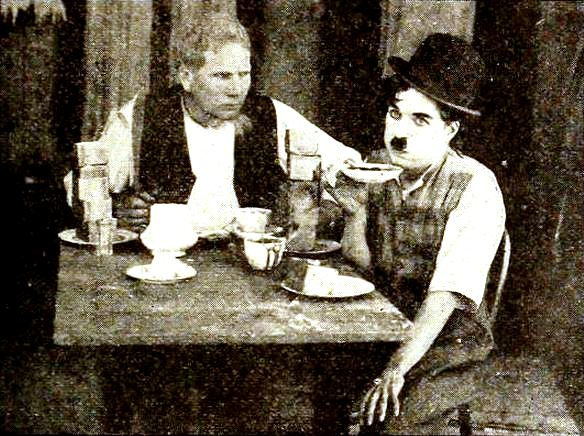

#### 1916
- Reggie Mixes In, regia di W. Christy Cabanne (1916)
- The Mystery of the Leaping Fish, regia di John Emerson - cortometraggio (1916)
- Il meticcio della foresta (The Half-Breed), regia di Allan Dwan (1916)
- Intolerance, regia di David W. Griffith (1916)
- Hell-to-Pay Austin, regia di Paul Powell (1916)
- The Little Liar, regia di Lloyd Ingraham (1916)
- Atta Boy's Last Race, regia di George Siegmann (1916)
- The Children Pay, regia di Lloyd Ingraham (1916)
- L'americano (The Americano), regia di John Emerson (1916)

#### 1917
- An Old Fashioned Young Man, regia di Lloyd Ingraham (1917)
- Charlot emigrante (The Immigrant), regia di Charlie Chaplin (1917)
- Wild and Woolly, regia di John Emerson (1917)
- Pay Me!, regia di Joseph De Grasse (1917)
- The Yankee Way, regia di Richard Stanton (1917)
- Roaring Lions and Wedding Bells, regia di William Campbell, Jack White (1917)

#### 1918
- Il paria (Cheating the Public), regia di Richard Stanton (1918)
- Hungry Lions in a Hospital, regia di Jack White (1918)
- Amore d'artista (Amarilly of Clothes-Line Alley), regia di Marshall Neilan (1918)
- Vita da cani (A Dog's Life), regia di Charlie Chaplin (1918)
- Who's Your Father?, regia di Tom Mix (1918)
- The Bond, regia di Charlie Chaplin (1918)
- Charlot soldato (Shoulder Arms), regia di Charlie Chaplin (1918)

#### 1919
- L'idillio nei campi (Sunnyside), regia di Charlie Chaplin (1919)
- Una giornata di vacanza (A Day's Pleasure), regia di Charlie Chaplin (1919)
- Il grande problema (The Greatest Question), regia di D.W. Grffith (1919)
- The Professor, regia di Charlie Chaplin (1919)

#### 1920
- Don't Ever Marry, regia di Victor Heerman, Marshall Neilan (1920)
- Sink or Swim, regia di Richard Stanton (1920)
- The Soft Boiled Yegg, regia di Harry Edwards (1920)
- Dinty, regia di John McDermott e Marshall Neilan (1920)
- La sfinge bianca (Isobel or The Trail's End), regia di Edwin Carewe (1920)

#### 1921
- Il monello (The Kid), regia di Charlie Chaplin (1921)
- Scrap Iron, regia di Charles Ray (1921)
- Where Men Are Men, regia di William Duncan (1921)
- The Vagrant, regia di Jack White (1921)
- Two Minutes to Go, regia di Charles Ray (1921)

#### 1922
- Red Hot Romance, regia di Victor Fleming (1922)
- Sperduti sull'Oceano (Reported Missing), regia di Henry Lehrman (1922)
- I parenti di mia moglie (My Wife's Relations), regia di Edward F. Cline, Buster Keaton (1922)
- Alias Julius Caesar, regia di Charles Ray (1922)
- Dolor di bambino (Trouble), regia di Albert Austin (1922)
- Minnie, regia di Marshall Neilan, Frank Urson (1922)

#### 1923
- Quicksands, regia di Jack Conway (1923)
- Goodbye Girls, regia di Jerome Storm (1923)
- The Remittance Woman, regia di Wesley Ruggles (1923)
- Itching Palms, regia di James W. Horne (1923)
- Derby d'amore (Little Johnny Jones ), regia di Johnny Hines, Arthur Rosson (1923)
- Soft Boiled, regia di J.G. Blystone (1923)
- The Courtship of Myles Standish, regia di Frederick Sullivan (1923)

#### 1924
- Il fiume del lupo (The Love Bandit), regia di Dell Henderson (1924)
- On Time, regia di Henry Lehrman (1924)
- His Darker Self, regia di John W. Noble (1924)
- The Heart Buster, regia di Jack Conway (1924)
- Fools in the Dark, regia di Alfred Santell (1924)
- Secrets of the Night, regia di Herbert Blaché (1924)

#### 1925
- The Million Dollar Handicap, regia di Scott Sidney (1925)
- Seven Days, regia di Scott Sidney (1925)
- American Pluck, regia di Richard Stanton (1925)
- What Fools Men, regia di George Archainbaud (1925)
- California Straight Ahead, regia di Harry A. Pollard (1925)
- Manhattan Madness, regia di John McDermott (1925)
- Madame Behave, regia di Scott Sidney (1925)
- The Best Bad Man, regia di J.G. Blystone (John G. Blystone) (1925)

#### 1926
- The Rainmaker, regia di Clarence G. Badger (1926)
- Io e la boxe (Battling Butler), regia di Buster Keaton (1926)
- Attraverso il Pacifico (Across the Pacific), regia di Roy Del Ruth (1926)

#### 1927
- Bring Home the Turkey, regia di Robert A. McGowan, Robert F. McGowan (1927)
- When a Man Loves, regia di Alan Crosland (1927)
- No Control, regia di E.J. Babille e Scott Sidney (1927)
- Ham and Eggs at the Front, regia di Roy Del Ruth (1927)

#### 1928
- Pioneer Scout, regia di Lloyd Ingraham, Alfred L. Werker (1928)
- Riley il poliziotto (Riley the Cop), regia di John Ford (1928)

#### 1929
- Forzuto (Strong Boy), regia di John Ford (1929)
- The Valiant, regia di William K. Howard (1929)
- Dark Skies, regia di Harry S. Webb (1929)

#### 1930
- The Big House, regia di George W. Hill (1930)
- Dall'ombra alla luce (Road to Paradise), regia di William Beaudine (1930)
- Big Boy, regia di Alan Crosland (1930)
- The Doorway to Hell, regia di Archie Mayo (1930)

#### 1931
- The Vice Squad, regia di John Cromwell (1931)
- Oh! Oh! Cleopatra
- The Great Junction Hotel
- Sooky

#### 1932
- The Engineer's Daughter; or, Iron Minnie's Revenge
- Il lampo
- Two Lips and Juleps; or, Southern Love and Northern Exposure
- Mr. Bride

#### 1933
- Uomini nello spazio (Parachute Jumper)
- Blondie Johnson
- Girl Missing, regia di Robert Florey (1933)
- The Mind Reader
- Lost in Limehouse
- Dinamite doppia (Picture Snatcher), regia di Lloyd Bacon (1933)
- Bureau of Missing Persons
- The Chief, regia di Charles Reisner (1933)
- From Headquarters, regia di William Dieterle (1933)

#### 1934
- The Personality Kid, regia di Alan Crosland (1934)
- The Circus Clown
- L'isola del tesoro
- Un grullo in bicicletta
- The St. Louis Kid
- Resurrezione (We Live Again), regia di Rouben Mamoulian (1934)
- The Firebird
- Murder in the Clouds
- La sposa nell'ombra
- Sweet Adeline, regia di Mervyn LeRoy (1934)

#### 1935
- Sweet Music
- A Night at the Ritz
- Capitan Blood

#### 1936
- Il mistero del gatto grigio (The Case of the Black Cat), regia di William C. McGann (1936)

#### 1963
- Mia moglie ci prova (Critic's Choice), regia di Don Weis (1963)

### Assistente regista
- Nascita di una nazione (The Birth of a Nation), regia di D.W. Griffith (1915)